# 20573 Ґерінадлер
20573 Ґерінадлер (20573 Garynadler) — астероїд головного поясу, відкритий 9 вересня 1999 року.
Тіссеранів параметр щодо Юпітера — 3,357.